# Фомино (Кольчугинский район)
Фомино — деревня в Кольчугинском районе Владимирской области России, входит в состав Флорищинского сельского поселения.

## География
Деревня расположена в 11 км на юг от центра поселения посёлка Металлист и в 9 км на запад от райцентра города Кольчугино.

## История
В селе Фомино с глубокой древности существовал деревянных храм во имя Рождества Пресвятой Богородицы. В местной церковной летописи сохранилось известие, что церковь в Фомине была построена и освящена в 1503 году при митрополите Московском Питириме. В 1785 году эта церковь местным вотчинником П.А. Жуковым была перестроена. Престол в ней был один во имя Рождества Пресвятой Богородицы. Кроме этой деревянной церкви в Фомине был еще каменный храм во имя Вознесения Господня, храм был построен на средства прихожан и тайных благотворителей в 1870 году, освящен в 1876 году. Приход состоял из села Фомина и деревни Авдотьина. В селе Фомине имелась церковно-приходская школа, учащихся в 1895 году было 10. В годы Советской Власти церковь была полностью разрушена.
В конце XIX — начале XX века село входило в состав Коробовщинской волости Покровского уезда. 
С 1929 года деревня входила в состав Флорищенского сельсовета в составе Кольчугинского района.

## Население
| 1859 |
| ---- |
| 169  |

| 1859 | 1905 | 1926 | 2002 | 2010 | 2021 |
| ---- | ---- | ---- | ---- | ---- | ---- |
| 169  | ↗200 | ↗208 | ↘0   | →0   | ↗19  |